# 1996年アトランタオリンピックのバハマ選手団
1996年アトランタオリンピックのバハマ選手団（1996ねんアトランタオリンピックのバハマせんしゅだん）は、1996年7月19日から8月4日にかけてアメリカ合衆国のジョージア州アトランタで開催された1996年アトランタオリンピックのバハマ選手団、およびその競技結果。

## 概要
今大会は銀メダル1個、合計1個のメダルを獲得した。

## メダル
| メダル | 選手名                                                                                        | 競技 | 種目             |
| ------ | --------------------------------------------------------------------------------------------- | ---- | ---------------- |
| 銀     | エルデス・クラーク チャンドラ・スターラップ サバセダ・フィンズ ポーリン・デービス＝トンプソン | 陸上 | 女子4×100mリレー |